# Paparra comuna
La paparra comuna (Ixodes ricinus) és una espècie d'àcar de la família Ixodidae. És una paparra de cos dur pròpia d'Europa. És hematòfaga (s'alimenta de sang) i perfora la pell de les seves preses amb les seves peces bucals. És un vector de divereses malalties víriques i bacterianes, com la febre bovina per paparres i de la malaltia de Lyme, provocada pel bacteri Borrelia burgdorferi.